# 스테파니 수아레스
스테파니 미카엘라 수아레스 실바(스페인어: Stefany Micaela Suárez Silva, 1994년 8월 13일 ~ )는 우루과이의 여자 축구 선수이다. 포지션은 미드필더이며, 현재 캄페오나토 우루과요 페메니노의 페냐롤에서 활동하고 있다.